# Jeremy Hunt
Jeremy Richard Streynsham Hunt (* 1. listopadu 1966 Lambeth) je britský politik za Konzervativní stranu, od roku 2005 poslanec Dolní sněmovny Spojeného království. V letech 2022–2024 zastával úřad ministra financí Spojeného království ve vládách Trussové a Sunaka.
Členem britské vlády byl již v první vládě Davida Camerona, ve které byl nejprve v letech 2010–2012 ministrem kultury, médií a sportu a následně od září 2012 ministrem zdravotnictví. Ve funkci ministra zdravotnictví pokračoval i ve druhé vládě Davida Camerona a v první vládě a druhé vládě Theresy Mayové až do ledna 2018, kdy vystřídal v rámci změn ve vládě Borise Johnsona ve funkci ministra zahraničí.
Po rezignaci Theresy Mayové skončil druhý ve volbě nového lídra strany a tedy premiéra. Hunt odmítl jinou pozici ve vznikající vládě Borise Johnsona a ten v červenci 2019 jmenoval ministrem zahraničí Dominica Raaba. Hunt se po Johnsonově rezignaci v létě 2022 znovu neúspěšně ucházel o post předsedy Konzervativců, tentokrát ale nepostoupil do užšího výběru kandidátů. V polovině října téhož roku nahradil ve vládě Liz Trussové ministra financí Kwasiho Kwartenga, který v úřadu setrval jen pět týdnů. Po rezignaci Trussové 20. října jej ve svém kabinetu na pozici ministra financí 25. října 2022 potvrdil nastupující premiér Rishi Sunak.